# Horace Westlake Frink

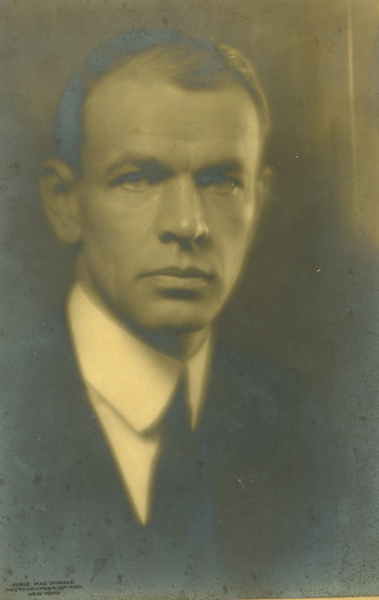
Horace Westlake Frink in einer Fotografie von Pirie MacDonald

Horace Westlake Frink (* 7. Februar 1883 in Millerton, New York; † 19. April 1936 in Chapel Hill, North Carolina) war ein US-amerikanischer Psychiater und Psychoanalytiker.

## Leben
Seine Eltern waren George Sherman Frink (1845–1925) und Henrietta Foster, geborene Westlake (1855–1900), die früh an Tuberkulose verstarb. Er hatte einen zwei Jahre jüngeren Bruder Robert. Frink besuchte und lebte häufig in der Familie mütterlicherseits seines Onkels, Horace Goodwin Westlake in Hillsdale, einem Arzt. Horace G. Westlake war weithin als praktizierender Arzt im Distrikt Hillsdale bekannt, wo er nach seinem Abschluss an der New York University im Jahr 1850 sechzig Jahre lang praktizierte.
Frink erhielt seine frühe schulische Ausbildung an den öffentlichen Schulen von Hillsdale, wechselte aber später an die Schule in Norfolk, (Connecticut), die er von 1899 bis 1901 besuchte, um sich auf das College vorzubereiten. Im Jahre 1901 trat er in die Cornell Medical School (Cornell University) ein, die er 1905 abschloss, und absolvierte daraufhin von 1906 bis 1908 ein Praktikum in der zweiten chirurgischen Abteilung des Bellevue Hospitals, aber ab dem Jahre 1908 war Frink von der Chirurgie desillusioniert. Zusätzlich plagte ihn eine chronische Entzündung und eine Ruptur einer Sehne, die er sich während einer Operation im Jahr 1907 in seinem rechten Zeigefinger zugezogen hatte und  letztlich dazu führte, dass er aufgrund dieser Einschränkung seine Karriere als Chirurg beendete. Es folgte, im Jahre 1909, eine Assistenzarztzeit an der neurologischen Klinik der Cornell University bei Charles Loomis Dana.
Hiernach praktizierte er als Allgemeinmediziner und widmete sich ausgiebig der Lektüre und dem Studium neurotischer Zustände. Diese Arbeit führte ihn zur Erforschung der Hypnose, und dadurch wiederum zu seiner Hinwendung zur Psychoanalyse, die ab dem Jahre 1909 in der amerikanischen Psychiatrie vermehrt in die Diskussion trat. Während seines Studiums der Medizin war u. a. Adolf Meyer sein Hochschullehrer.
Seine erste Lehranalyse absolvierte er, im Jahr 1909, bei Abraham Arden Brill später setzte er sie bei Thaddeus H. Ames fort. Frink war Gründungsmitglied der am 12. Februar 1911 gegründeten New York Psychoanalytic Society (NYPSI), dessen Vorsitz er, u. a. auf Empfehlung S. Freuds, von 1913 bis 1915 innehatte. Im Jahre 1924 zog Frink sich aus der New Yorker Gesellschaft (NYPSI) zurück.
Zwischen den Jahren 1921 und 1922 war Frink für zwei Analyseperioden bei Sigmund Freud in Wien; die erste von März bis Juli 1921, die zweite von April bis Juli 1922. Freud sah in Frink einen qualifizierten Vertreter der Psychoanalyse und einen Nachfolger von Brill in den USA.
Während Frinks zweiter Analyse bei Freud erlitt er einen „psychotischen Zusammenbruch“, den Freud nicht als solchen erkannte. So habe Frink eine starke  Depersonalisierung erlebt, die dazu führte, dass er zeitweise von einem männlichen Pfleger betreut werden musste. Freud interpretierte Frinks Schwierigkeiten in der Lehranalyse als Ausdruck der Psychodynamik von Frink.
Nach New York zurückgekehrt „verliebte“ (Gegenübertragung / Übertragung) sich Frink im Behandlungssetting in eine seiner Patientinnen, einer verheirateten Patientin, jüdischen Glaubens, Angelika Bijur, geborene Wertheim (1884–1969). Ihre Familie hatte einen gewissen Wohlstand in der Zigarrenindustrie erlangt. Ihr Ehemann, Abraham Lincoln Bijur (1873–1922) war ebenfalls in einer psychoanalytischen Behandlung bei Thaddeus H. Ames. Das Ehepaar hatte zwei Kinder adoptiert.
In dieser Zeit war Frink noch mit Doris Best Frink verheiratet, mit der er zwei Kinder hatte. Sie heirateten im Jahre 1910.
Nun suchte Frink eine intensive Beziehung zu seiner ehemaligen Patientin, Angelika Bijur. Bijur war eine New Yorker Erbin, die mit einem viel älteren Mann, Abraham Bijur (1873–1922) verheiratet war.
Der Ehemann drohte mit juristischen Schritten wegen des Fehlverhalten des Analytikers Frink, bezüglich seiner Gattin.
Frink hatte sich von seiner ersten Frau scheiden lassen, sie starb am 4. Mai 1923 an den Folgen einer Pneumonie. Bijurs erster Ehemann verstarb am 1. Mai 1922 an einem Krebsleiden. Nach dem Tod des Ehemanns heirateten Frink und Bijur am 27. Dezember 1922 in Paris. Ihre Hochzeitsreise führte sie nach Ägypten.
Schon zuvor hatte S. Freud Frinks Verlobte in Wien kennengelernt. Da Freud in Frink einen zukünftigen Impulsgeber für die Psychoanalyse in den Vereinigten Staaten sah, ermutigte er beide zu dieser neuen Verbindung.  Nach der Heirat litt Horace weiter unter starken Stimmungsschwankungen, die sich manchmal gewalttätig auch seiner Frau gegenüber und selbstmörderisch äußerte. Seine neue Ehefrau Angelika war verärgert darüber, dass Freud sie nicht über den labilen Geisteszustand Frinks, von dem er wusste, informiert hatte und vielmehr beiden zu dieser Ehe riet.
Die neue Verbindung gestaltete sich kompliziert. Frink fühlte sich außerstande die Verbindung aufrechtzuhalten und begab sich 1924 in die stationären psychiatrische Behandlung bei Adolf Meyer im Johns Hopkins Hospital. Die Behandlung und Empfehlungen des Psychiaters wurden aber von seiner zweiten Frau abgelehnt. Die Ehe wurde dann Mitte des Jahres 1925 wieder geschieden.
Von Dezember 1924 bis April 1925 war er dann Patient von Frederick Packard, Superintendent des McLean Hospital in Waverly, (Massachusetts), zu diesem Zeitpunkt wurde seine Krankheit als eine manisch-depressive Störung diagnostiziert.
Nach seinem stationären Aufenthalt versuchte Frink einen beruflichen Neustart. Aber bei einem Analytikertreffen in New York las Brill einen Brief von Freud an einen anderen Analytiker vor, in dem es hieß, Frink sei nicht in der Lage, den Auftrag auszuführen, zu dem Freud ihn ernannt hatte, weil er an einer psychischen Störung litte.
Frink zog sich das folgende Jahrzehnt in seine familiäre Umgebung zurück und übernahm die Erziehung seiner beiden Kinder; so Helen Kraft, geborene Frink. Aus der Erbschaft seiner Mutter und das von seiner zweiten Gattin Angelika Frinks, im Rahmen des Scheidungsvergleichs, ihm zugestandene Vermögen war er finanziell unabhängig. Im Jahre 1935 kurz vor seinem Tod heiratete er zum dritten Male, Ruth Frye, eine Schullehrerin.
Im April 1936 hatte er einen erneuten psychotischen Zwischenfall und ließ sich in das Pine Bluff Sanitarium in North Carolina einweisen, wo er eine Woche später an den Folgen eines Herzinfarkts starb.

## Schriften (Auswahl)
- Morbid fears and compulsions. Dodd Mead, New York 1918
- Report of a case of psychogenetic convulsions, simulating epilepsy; with hallucinations and obsessions; treated by suggestion. NY Medical Journal (1911) 93
- On Freud's theory of dreams. American Medicine (1911) 6, S.  652–661
- Psychoanalysis of a mixed neurosis. J. Abnorm. Psychol. (1911/1912) 6
- The Freudian conception of the psychoneuroses. Medical Record (1913) 84
- Sex education from a physician's viewpoint. Journal-Lancet (1913) 33, 508–516
- What is a complex? J. Am. M. Ass. (1914) 62, S. 897–900
- Dream and neurosis. Interstate Medical Journal (1915) 22, S. 1175–1200
- Report of a case of chorea, treated with vaccines. 1916
- Myotonia congenita. Journal of Nervous & Mental Disease (1917) 45
- Morbid fears and compulsions: their psychology and psychoanalytic treatent. Moffat, New York 1918
- Masturbation. In: Proceedings of the International Conference of Women Physicians. 5, 1920
- The significance of delusion. Psychoanal. Rev. (1926) 13: 16–31